# Мельников, Игорь (политик)
Игорь Мельников (латыш. Igors Meļņikovs; род. 26 июня 1969, Юрмала) — латвийский деятель органов внутренних дел, предприниматель, политический и государственный деятель, борец за независимость Латвии. До лета 2014 года представлял объединение «Центр Согласия» и партию «Согласие». Был депутатом 10-го и 11-го Сеймов. Затем - член партии «Новое согласие». С Сентября 2024 года - председатель правления партии  «Centra partija».

## Биография
В 1986 году окончил Каугурскую среднюю школу, высшего образования не получил.
С 1990 по 2000 год Мельников работал в министерстве внутренних дел Латвии. Работал в службе правительственной охраны. Занимался охраной борца за независимость Латвии – председателя Совета министров Иварса Годманиса.
В Январе 1991 года на телебашне в Закюсале, добровольно стоял на Баррикадах в усиление. 
До 2010 года был председателем правления охранной компании «Karavīrs».

## Политическая деятельность
В 2009 году на латвийских муниципальных выборах баллотировался в Юрмальскую городскую думу от объединения «Центр Согласия». В 2010 году Мельников участвовал на выборах в 10-й Сейм Латвии и был избрана депутатом. Также был избран депутатом Сейма 11-го созыва.
Летом 2014 года он покинул партию «Согласие». В феврале 2015 года избран членом правления партии «Действие». В 2017 году баллотировался на выборах в Рижскую думу . Осенью 2018 года он возглавлял список партии «Действие» на выборах в 13-й Сейм, но партия не получила достаточной поддержки избирателей, чтобы быть представленной в парламенте. В 2019 году являлся кандидатом на выборах в Европейский парламент в Латвии, но также не был избран.
В 2020 году на внеочередных выборах Рижской думы он был кандидатом от партии «Новое согласие», но она не получила достаточной поддержки избирателей и не была представлена в горсовете.
В 2021 году выдвигался в Юрмальскую городскую думу от Русского союза Латвии. От этой же партии он баллотировался на выборах в 2022 году, но не был избран.
C 2024 года председатель правления Centra partija.

## Скандалы
Игорь Мельников обвиняется в нанесении телесных повреждений своему соседу в Юрмале, однако уголовное дело в отношении политика приостановлено, но продолжается в отношении его сына.
В 2012 году Служба государственных доходов провела проверку и неоднократно штрафовала Мельникова за неуплату налогов, вынуждая его уплатить дополнительно рассчитанный налог в размере 76 000 евро, пени за просрочку платежа и штрафы. Мельников обжаловал результаты проверки, но Служба государственных доходов отклонила её и оставила доплату в силе.